# Rhagada crystalla
Rhagada crystalla är en snäckart som beskrevs av Alan Solem 1985. Rhagada crystalla ingår i släktet Rhagada och familjen Camaenidae. Inga underarter finns listade i Catalogue of Life.